# Primer ministro de Eslovaquia
El presidente del Gobierno de la República Eslovaca (eslovaco: Predseda vlády Slovenskej republiky), también conocido como el primer ministro de Eslovaquia (eslovaco: Premiér), es el jefe del gobierno de la República Eslovaca. Sobre el papel, el titular del cargo es el tercer funcionario constitucional más alto de Eslovaquia después del presidente de la República (designado) y presidente del Consejo Nacional; en la práctica, la persona designada es la principal figura política del país.

## Poderes y roles
Dado que Eslovaquia es una república parlamentaria, el primer ministro es responsable ante el Consejo Nacional. La Constitución eslovaca establece que, al acceder al cargo, cada primer ministro debe ganar y, posteriormente, mantener la confianza del Parlamento. Tan pronto como el primer ministro pierde la confianza, el presidente está obligado a destituirlo y designar un nuevo primer ministro o encomendar al primer ministro destituido que actúe como interino con poderes limitados.
El primer ministro es la oficina más poderosa del estado, ya que dirige y preside el Gobierno. Aunque no es el primer ministro sino el presidente quien nombra a los ministros en el gabinete, el presidente nombra a los ministros siguiendo el consejo del primer ministro.

## Lista de primeros ministros

### Jefe de Consejo/Presidente del Gobierno Provisional para Eslovaquia
(1918; dentro de Checoslovaquia)
- Vavro Šrobár (4 de noviembre de 1918 – 14 de noviembre de 1918) – Cesado con la adopción de la Constitución de Checoslovaquia

### Jefe de Consejo Revolucionario de Gobierno de la República Soviética Eslovaca
(1919; en rebelión en Eslovaquia oriental)
- Antonín Janoušek (20 de junio de 1919 – 7 de julio de 1919)

### Presidente de Eslovaquia
(1928-1939; dentro de Checoslovaquia)
Nota: A pesar del nombre del cargo, en realidad se trataba de un puesto administrativo responsable de Eslovaquia sin ninguna autonomía.
- Ján Drobný (1 de julio de 1928 - 1929)
- Jozef Országh (1929 - 1938)
- Julián Šimko (1938 - 1939)

### Primer ministro de la Eslovaquia autónoma
(1938-1939; dentro de Checoslovaquia)
- Jozef Tiso (7 de octubre de 1938 – 9 de marzo de 1939)
- Jozef Sivák (9 de marzo de 1939 – 11 de marzo de 1939)
- Karol Sidor (11 de marzo de 1939 – 14 de marzo de 1939)

### Primer ministro de Eslovaquia
(1939-1945; como estado independiente)
- Jozef Tiso (14 de marzo de 1939 – 17 de octubre de 1939)
- Vojtech Tuka (27 de octubre de 1939 – 5 de septiembre de 1944)
- Štefan Tiso (5 de septiembre de 1944 – 4 de abril de 1945)

### Jefe de Consejo/Presidente del Zbor povereníkov
(1944; en rebelión dentro de Eslovaquia)
- Presidium del Consejo Nacional Eslovaco (1 de septiembre de 1944 – 23 de octubre de 1944)

### Delegación del Consejo Nacional Eslovaco para los Territorios Liberados
(hasta diciembre de 1944 en exilio, después en los territorios eslovacos liberados)
- Presidium del Consejo Nacional Eslovaco (23 de octubre de 1944 – febrero de 1945)

### Jefe de Consejo/Presidente del Zbor povereníkov
(hasta abril de 1945 en rebelión en Eslovaquia, después en Checoslovaquia)
- Presidium del Consejo Nacional Eslovaco (7 de febrero de 1945 – 18 de septiembre de 1945)
- Karol Šmidke (18 de septiembre de 1945 – 14 de agosto de 1946)
- Gustáv Husák (16 de agosto de 1946 – 7 de mayo de 1950)
- Karol Bacílek (7 de mayo de 1950 – 11 de septiembre de 1951)
- Július Ďuriš (11 de septiembre de 1951 – 31 de enero de 1953)
- Rudolf Strechaj (31 de enero de 1953 – 11 de julio de 1960)

### Jefe de Consejo/Presidente del Consejo Nacional Eslovaco
(1960-1968; dentro de Checoslovaquia)
- Rudolf Strechaj (14 de julio de 1960 – 28 de julio de 1962)
- Jozef Lenárt (31 de octubre de 1962 – 20 de marzo de 1963)
- Michal Chudík (23 de marzo de 1963 – 29 de diciembre de 1968)

### Primer ministro de la República Socialista Eslovaca  (1969-1990)
Dentro de Checoslovaquia
| N.º | Foto | Nombre                      | Duración del mandato | Duración del mandato | Duración del mandato | Partido político                      |
| N.º | Foto | Nombre                      | Inicio               | Fin                  | Días                 | Partido político                      |
| --- | ---- | --------------------------- | -------------------- | -------------------- | -------------------- | ------------------------------------- |
| 1   |      | Štefan Sádovský (1928-1984) | 2-ene-1969           | 5-may-1969           | 123                  | Partido Comunista de Eslovaquia (KSS) |
| 2   |      | Peter Colotka (1925-2019)   | 5-may1969            | 12-oct-1988          | 7100                 | Partido Comunista de Eslovaquia (KSS) |
| 3   |      | Ivan Knotek (1936-2020)     | 12-oct-1988          | 22-jun-1989          | 253                  | Partido Comunista de Eslovaquia (KSS) |
| 4   |      | Pavel Hrivnák (1931-1995)   | 22-jun-1989          | 8-dic-1989           | 169                  | Partido Comunista de Eslovaquia (KSS) |
| 5   |      | Milan Čič (1932-2012)       | 8-dic-1989           | 6-mar-1990           | 88                   | Partido Comunista de Eslovaquia (KSS) |

### Primer ministro de la República Eslovaca dentro de Checoslovaquia (1990-1992)
| N.º | Foto | Nombre                  | Duración del mandato | Duración del mandato | Duración del mandato | Partido político                                                    | Gabinete | Gabinete       | Consejo Nacional |
| N.º | Foto | Nombre                  | Inicio               | Fin                  | Días                 | Partido político                                                    | Gabinete | Gabinete       | Consejo Nacional |
| --- | ---- | ----------------------- | -------------------- | -------------------- | -------------------- | ------------------------------------------------------------------- | -------- | -------------- | ---------------- |
| 6   |      | Milan Čič (1932-2012)   | 6-mar-1990           | 27-jun-1990          | 113                  | Público Contra la Violencia (VPN)                                   | I        | VPN            | En funciones     |
| 8   |      | Vladimír Mečiar (1942-) | 27-jun-1990          | 6-may-1991           | 313                  | Público Contra la Violencia (VPN)                                   | I        | VPN - KDH - DS | (1990)           |
| 9   |      | Ján Čarnogurský (1944-) | 6-may-1991           | 24-jun-1992          | 415                  | Movimiento Demócrata Cristiano (KDH)                                | I        | ODÚ - KDH - DS | (1990)           |
| 8   |      | Vladimír Mečiar (1942-) | 24-jun-1992          | 31-dic-1992          | 190                  | Partido Popular-Movimiento por una Eslovaquia Democrática (ĽS-HZDS) | II       | L'S-HZDS - SNS | (1992)           |

### Primer ministro de Eslovaquia
| N.º | Retrato                    | Nombre                   | Partido político Coalición electoral     | Término en el cargo     | Término en el cargo     | Elección (Consejo Nacional)                    | Gobierno                                    | Gobierno                                       |
| N.º | Retrato                    | Nombre                   | Partido político Coalición electoral     | Término en el cargo     | Término en el cargo     | Elección (Consejo Nacional)                    | N.º                                         | Composición                                    |
| --- | -------------------------- | ------------------------ | ---------------------------------------- | ----------------------- | ----------------------- | ---------------------------------------------- | ------------------------------------------- | ---------------------------------------------- |
| 1   |                            | Vladimír Mečiar (1942-)  |                                          | 01 de enero de 1993     | 16 de marzo de 1994     | 1992                                           | 1                                           | ĽS-HZDS • SNS                                  |
| 2   |                            | Jozef Moravčík (n. 1945) | DEÚS                                     | 16 de marzo de 1994     | 13 de diciembre de 1994 | 1992                                           | 2                                           | DEÚS • SDL • KDH • NDS                         |
| (1) |                            | Vladimír Mečiar (1942-)  |                                          | 13 de diciembre de 1994 | 30 de octubre de 1998   | 1994                                           | 3                                           | ĽS-HZDS • SNS • ZRS                            |
| 3   |                            | Mikuláš Dzurinda (1955-) | Coalición Democrática Eslovaca (SDK)     | 30 de octubre de 1998   | 04 de julio de 2006     | 1998                                           | 4                                           | SDK • SDL • SMK • SOP                          |
|     |                            | Mikuláš Dzurinda (1955-) | 2002                                     | 30 de octubre de 1998   | 04 de julio de 2006     | 5                                              | SDKÚ-DS • SMK • KDH • ANO (2002-2006)       |                                                |
| 6   | SDKÚ-DS • SMK • ANO (2006) | Mikuláš Dzurinda (1955-) | 2002                                     | 30 de octubre de 1998   | 04 de julio de 2006     |                                                |                                             |                                                |
| 4   |                            | Robert Fico (1964-)      |                                          | 04 de julio de 2006     | 08 de julio de 2010     | 2006                                           | 7                                           | Smer-SD • SNS • ĽS-HZDS                        |
| 5   |                            | Iveta Radičová (1956-)   |                                          | 08 de julio de 2010     | 04 de abril de 2012     | 2010                                           | 8                                           | SDKÚ-DS • SaS • KDH • Most–Híd                 |
| 4   |                            | Robert Fico (1964-)      |                                          | 04 de abril de 2012     | 22 de marzo de 2018     | 2012                                           | 9                                           | Smer-SD                                        |
| 4   | 2016                       | Robert Fico (1964-)      | 10                                       | 04 de abril de 2012     | 22 de marzo de 2018     | Smer-SD • SNS • Most–Híd • Network (2012-2016) |                                             |                                                |
| 4   | 2016                       | Robert Fico (1964-)      | 10                                       | 04 de abril de 2012     | 22 de marzo de 2018     | Smer-SD • SNS • Most–Híd (2016-2018)           |                                             |                                                |
| 5   | 2016                       |                          | Peter Pellegrini (1975-)                 |                         | 22 de marzo de 2018     | 21 de marzo de 2020                            | 11                                          | Smer-SD • SNS • Most–Híd                       |
| 7   |                            | Igor Matovič (1973-)     |                                          | 21 de marzo de 2020     | 01 de abril de 2021     | 2020                                           | 12                                          | OĽaNO • Sme Rodina • SaS • ZA ĽUDÍ             |
| 8   |                            | Eduard Heger (1973-)     |                                          | 01 de abril de 2021     | 15 de mayo de 2023      | 2020                                           | 13                                          | OĽaNO • Sme Rodina • SaS • ZA ĽUDÍ (2021-2022) |
| 8   | 14                         | Eduard Heger (1973-)     | OĽaNO • Sme Rodina • ZA ĽUDÍ (2022-2023) | 01 de abril de 2021     | 15 de mayo de 2023      | 2020                                           |                                             |                                                |
|     | Spolu                      | Eduard Heger (1973-)     | 15                                       | 01 de abril de 2021     | 15 de mayo de 2023      | 2020                                           | Spolu • OĽaNO • Sme Rodina • ZA ĽUDÍ (2023) |                                                |
| 9   |                            | Ľudovít Ódor (1976-)     | Independiente                            | 15 de mayo de 2023      | 25 de octubre de 2023   | 2020                                           | 16                                          | Gobierno tecnocrático                          |
| (4) |                            | Robert Fico (1964-)      |                                          | 25 de octubre de 2023   | En el cargo             | 2023                                           | 17                                          | Smer-SD • Hlas-SD • SNS                        |